# Melanaphis tateyamaensis
Melanaphis tateyamaensis är en insektsart. Melanaphis tateyamaensis ingår i släktet Melanaphis och familjen långrörsbladlöss. Inga underarter finns listade i Catalogue of Life.